# Cosmo

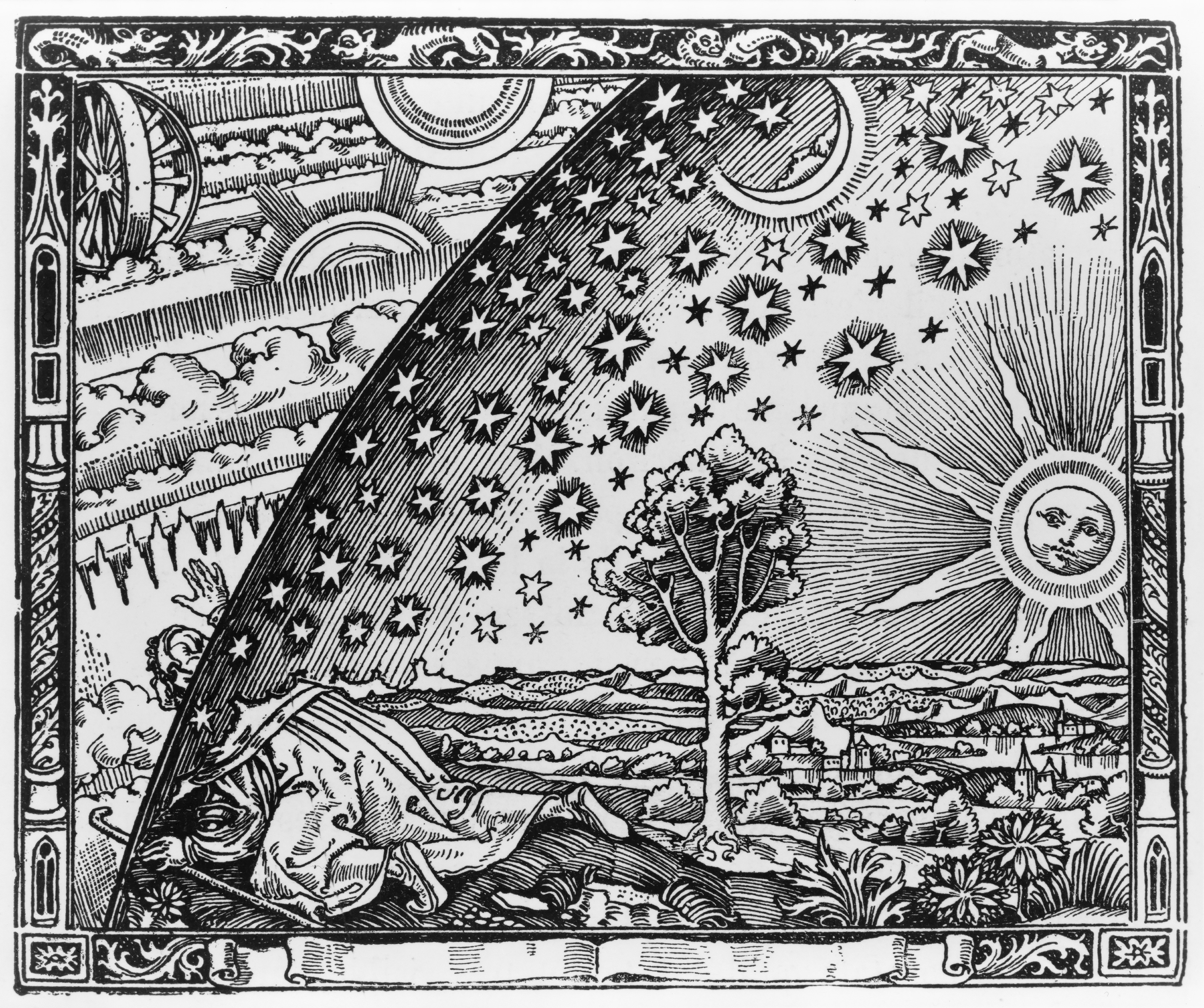
Gravura Flammarion, 1888

O cosmo ou cosmos (em grego clássico: κόσμος) é um nome alternativo para o universo ou sua natureza ou ordem. O uso da palavra cosmos implica ver o universo como um sistema ou entidade complexa e ordenada.
O cosmo é estudado em cosmologia – uma disciplina ampla que abrange aspectos científicos, religiosos ou filosóficos do cosmos e sua natureza. Abordagens religiosas e filosóficas podem incluir o cosmo entre entidades espirituais ou outras questões consideradas existentes fora do universo físico.

## Etimologia
O verbo κοσμεῖν (κοσμεῖν) significava geralmente "dispor, preparar", mas especialmente "ordenar e organizar (tropas para a batalha), colocar (um exército) em ordem"; também "estabelecer (um governo ou regime)", "adornar, vestir" (especialmente mulheres). Assim, kosmos significava "ornamentos, decoração" (compare kosmokomes "pentear o cabelo" e cosmético). O filósofo Pitágoras usou o termo kosmos (em grego clássico: κόσμος, latinizado kósmos) para a ordem do universo. Anaxágoras introduziu ainda o conceito de uma Mente Cósmica (Nous) ordenando todas as coisas. O grego moderno κόσμος "ordem, boa ordem, arranjo ordenado" é uma palavra com vários sentidos principais enraizados nessas noções. κόσμος desenvolveu, junto com o significado primário "o universo, o mundo", o significado de "pessoas" (coletivamente).